# Маријачи
Маријачи (шп. Mariachi) је назив за типични мексички музички ансамбл, као и за његове музичаре.

## Инструменти
Савремени оркестар маријача састоји се од 7 до 12 музичара, понекад и до 20, који свирају гитаре, вијуеле (петожична гитара високог тона), гитароне (велика бас-гитара), виолине, трубе, и понекад мараке и харфе. Поред њих, ту су и певачи солисти. Инструменталисти певају хорски у многим песмама, или некада певају и солистички. 

## Стил
Маријачи не означавају стил музике, већ саму групу музичара. Њихов репертоар је мешавина традиционалних стилова музике за игру. Ту се преплићу регионални стилови: Son Jaliscense, Canción Ranchera, Corrido, Son Huasteco, Son Jarocho, са болером, пасо доблеом и дансоном. 

## Одећа
До краја 19. века маријачи нису имали посебну одећу, већ су носили једноставну одећу сељака. Од 1940-их, почели су да носе елегантну и декорисану одећу отмених каубоја (чаро), који су управљали хацијендама у 19. веку. Њу чине: каубојске чизме, широки сомбреро, уске панталоне извезене сребром по бордурама, и једнако детаљно извезеног кратког сакоа. У почетку су ова одела била црна са сребрним украсима, док су им данас одела често бела, беж, или тамноцрвена. 
Сматра се да су маријачи први пут обукли чаро одећу на пријему који је за амерички делегацију 1907. приредио председник Порфирио Дијаз. Пре тога, она је била резервисана за професионалне оркестре класично образованих музичара.

## Историја
Дуго се сматрало да је реч маријачи француског порекла (фр. mariage, брак), и да је у Мексико стигла у време француске инвазије и цара Максимилијана. Ово отуда што је ова музика најчешће свирана на свадбама и прославама. Историчари су утврдили да је ова реч старија од времена када су Французи стигли у Мексико. Друга варијанта је да је ова реч потекла из индијанског језика кока, и да означава дрвену бину на којој наступају музичари. 
Музика маријача, каквом је познајемо данас, настала је у западномексичкој регији Халиско, по легенди у граду Кокула, у 19. веку. Првобитни маријачи су били верзија шпанских позоришних оркестара који су се састојали од виолина, харфе и гитара. Крајем 19 века, типично језгро маријачи оркестра састојало се од: вијуеле, две виолине и гитарона (замена за харфу). 
После Мексичке револуције, дошло је до миграција са села у градове, па су даровити сељаци постајали улични музичари у Гвадалахари и граду Мексику. Неки од ових оркестара, попут оркестра Варгас (Vargas de Tecalitlán), наступали су на званичним прославама и на забавама високог друштва. Почели су да најме професионалне музичаре, чаро одећа је постала њихов знак препознавања, и увели су трубу у ансамбл. Тако се формирао данас типични звук и изглед маријачи оркестра. Од 1930-их до 1950-их, оркестар Варгас је наступао у преко 200 филмова, а познати глумци су певали уз њих. Мас-медији и индустрија грамофонских плоча учиниле су ову врсту музике популарном у целом свету. 
Модерна музика маријача инкорпорира и нове стилове, као што је кумбија, а неки извођачи се приближавају поп музици. 
У прошлости су се повремено појављивале жене маријачи. Данас су оне чешће, па постоје и потпуно женски маријачи оркестри. Оне носе сличну одећу, са дугом сукњом.

## Маријачи у мексичкој култури
У Мексику, нарочито у централним висоравнима, маријачи су незаобилазни део народне културе који свирају на јавним и приватним окупљањима и прославама. Још је омиљена традиција серенада; младићи наручују да оркестар маријача у ситне сате свира испод прозора њихове изабранице. У граду Мексику маријачи се свако вече окупљају на тргу Гарибалди (Plaza Garibaldi), а у Гвадалахари на тргу Маријачи (Plaza de los Mariachis).

## Карактеристичне песме
- (Један дан живота)
- (Мама Хуанита)

## Музика маријача у југословенској култури
Касних 50-их и раних 60-их година прошлог века музика маријача је постала врло популарна у ФНРЈ  касније СФРЈ. Њеном успеху је допринео мексички филм из 1950. „Један дан живота“ (Un dia da vida) који је почео да се приказује у биоскопима крајем 1952.године. Филм је две три године био на редовном репертоару широм Југославије а наредних двадесетак година је приказиван повремено а касније веома често на телевизији. 
Песме из овог филма, препеване на српскохрватски језик (Један дан живота, Мама Хуанита), певали су:
- Никола Каровић,
- Мишо Ковач
- Про арте.
- Предраг Гојковић Цуне
- Иво Робић
- Душко Локин
- Трио тивиди
- Краљеви улице
- Алберто Грегорич
- Квинтет Дори
- Младен Грдовић
- Жељко Самарџић
- Славко Перовић [2]

Поред поменутих популарних певача и музичких група захваљујући мексиканским песмама, мексиканском мелосу, 1966. и 1967. године била је популарна у ондашњој Југославији и певачица Невенка Арсова.
Поред песме "Мама Хуанита" популарне су биле и песме: Халиско, Гвадалахара, Мексико, Ла палома, Гранада, Малагенија...